# 나라 의인화 목록

## 하나의 가상인물로 창작되어 의인화된 나라들
| 국가           | 사진 | 의인화된 인물 이름 |
| -------------- | ---- | --- |
| 그리스         |      | 헬라스 |
| 미국           |      | - 엉클 샘 (정부 의인화) - 자유의 여신, 콜롬비아 - 조니 렙 (Johnny Reb, 남부 지역 한정 의인화, 더 이상 사용하지 않음) - 빌리 양크 (Billy Yank, 북군 한정, 더 이상 사용하지 않음) - 브라더 조나단 (Brother Jonathan, 뉴잉글랜드 지역 한정, 더 이상 사용하지 않음) |
| 방글라데시     |      | 방가마타 (lit. 마더 벵갈). |
| 벨기에         |      | La Belgique 혹은 Belgica 라고도 불린다. |
| 불가리아       |      | 마더 불가리아 |
| 브라질         |      | - 공화의 우상 (브라질 포르투갈어로 Efígie da República) the Bandeirante (São Paulo State and Minas Gerais) - "트로페이로" (Tropeiro) (미나스제라이스주) "칸당고" (Candango) (브라질 포르투갈어로 가우초) (히우그란지두술주) |
| 아르메니아     |      | 마더 아르메니아 (Mayr Hayastan, 문자 그대로 하야스탄") |
| 아르헨티나     |      | 공화국의 우상/자유/진보/조국, 가우초 |
| 알바니아       |      | 마더 알바니아 (Nëna Shqipëria) |
| 오스트레일리아 |      | 맨리의 소년 (en:Little Boy from Manly) |
| 오스트리아     |      | 오스트리아 (de:Austria (Personifikation)) |
| 영국           |      | 브리타니아 (영국), 존 불 (잉글랜드), 데임 웨일스 (Dame Wales) (웨일스) |
| 이탈리아       |      | 이탈리아 투리타, 로마 |
| 캄보디아       |      | 쁘레 통과 니앙 닉 (Preah Thong and Neang Neak) |
| 캐나다         |      | - 마운티 (Mountie), - 조니 캐넉 (Johnny Canuck), - Le Vieux de '37 (캐나다 프랑스어), "잃어버린 캐나다" (Canada Bereft) "마더 캐나다"로 알려져 있다. (캐나다 국가 비미 기념비). 캐나다는 19세기와 20세기 초 사설 만화에서 젊은 여성으로 의인화되곤 했다. 단순하게는 '캐나다' (Canada), '미스 캐나다' (Miss Canada) 가끔씩 '마더 캐나다' (Mother Canada)라고 불린다. |
| 프랑스         |      | 마리안 |

## 하나의 상징되는 대상으로 의인화된 나라들
일부 나라 의인화 작품에서는 해당 국가에 대해 많은 사람들이 가지고 있는 스테레오타입을 적용시켜 그리기도 하며, 하나의 상징되는 집단이나 하나의 인물을 사용해 그려지기도 한다. 이와 같은 방식을 사용한 나라 의인화 작품들은 제3자의 나라가 당사국가를 의인화하여 묘사할 때 많이 사용되었다. 그러나, 일종의 고정관념에 의해 만들어진 의인화이기 때문에, 대부분 부정적으로 묘사되기도 한다.
현실에서 실존하는 정치인, 유명인이 풍자 목적으로 그려지기도 하나, 대부분은 그 인물 자체의 국제적, 정치적 행보를 풍자하는 용도로 그려진다. 보통 실존 인물이 나라 자체로 대표되어 국가 의인화의 대상이 되는 경우는 제정이나 왕정이 살아있는 국가의 왕실 인물이나 황제, 민주정인 경우 대통령, 총리 같은 정치인들이 캐리커처 기법을 사용하여 자주 그려지곤 한다. 과거 러시아가 제정 사회였을 때에는 니콜라이 2세가 주로 그려지기도 했다.
| 국가       | 대상                                           | 처음 사용됨               | 비고 |
| ---------- | ---------------------------------------------- | ------------------------- | ---- |
| 러시아     | 우샨카를 쓴 군인                               | 1904년 (우샨카를 쓴 군인) |      |
| 아르헨티나 | 가우초                                         |                           |      |
| 영국       | 젠틀맨, 영국 왕실의 인물                       | 1898년                    |      |
| 일본       | 사무라이, 촌마게를 한 사람                     | 1887년 (사무라이)         |      |
| 조선       | 선비, 양반                                     | 1904년 (양반)             |      |
| 청나라     | 만주족, 특히 푸 만추처럼 그려진 경우가 잦았다. | 1887년                    |      |

하나의 상징되는 대상으로 그려진 나라 의인화 작품들
- 1904년 프랑스의 만평. 일본과 러시아가 한반도에서 전쟁하는 것을 줄다리기로 표현하여 풍자했으며, 이에 부당하게 희생되고 있는 조선을 묘사했다.
- 1898년, 르 프티 주르날에서 세계 정세를 묘사한 만평이다. 왼쪽부터 영국은 빅토리아 여왕으로, 독일은 피켈하우베를 쓴 빌헬름 2세로, 러시아는 니콜라이 2세로 묘사되었고, 프랑스는 마리안으로 묘사되었으며 일본은 촌마게를 한 사무라이로 묘사되었다. 제국주의 열강들이 중국의 국토를 피자처럼 나누는 것을 보고 뒤에서 크게 화를 내는 청나라는 만주족의 복장을 입은 푸 만추로 묘사되었다.
- 청일전쟁을 묘사한 만평 작품이다. 청나라와 일본이 낚시를 하고 있고, 청나라는 만주족의 복장을, 일본은 촌마게를 한 사람으로 그려졌다. 러시아가 이 둘이 싸우는 것을 지켜보고 있다. (1887년 2월 15일)

### 가상의 대상으로 비유되어 의인화된 나라들
대부분 해당 국가에서 주로 숭배되었던 국가의 신을 사용하여 묘사하거나, 아서 왕 전설과 같은 가상 속 영웅들을 사용해 한 나라를 의인화하기도 한다.
| 국가 | 이름   | 처음 사용됨                                           | 비고 |
| ---- | ------ | ----------------------------------------------------- | ---- |
| 독일 | 미카엘 | 1895년 (유럽의 민족들이여, 그대의 재산을 지켜라 (de)) |      |
| 일본 | 부처   | 1895년(유럽의 민족들이여, 그대의 재산을 지켜라)       |      |

한 나라가 기존에 존재했던 가상인물로 그려진 나라 의인화 작품들
- 1895년 발표된 작품 〈유럽의 민족들이여, 그대의 재산을 지켜라〉이다. 황화론을 반영하여 그려진 것으로 천사 미카엘로 표현된 독일이 부처로 묘사된 일본을 가리키고 있다. 미카엘의 뒤에는 오른쪽부터 마리안 (프랑스), 게르마니아 (독일), 마더 러시아 (러시아), 오스트리아 (의인화) (오스트리아), 이탈리아 (로마), 브리타니아 (영국), 알 수 없는 나라가 그려져 있다.

## 동물 형태로 의인화되는 나라들
나라 의인화는 인간형으로 의인화되기만 하지 않는다. 동물 역시 의인화나 해당 국가를 상징하는 것으로 사용할 수 있다. 아래 목록에서는 자주 사용되는 나라들을 정리한 목록이다.
일부 국가 의인화를 사용한 작품에서는 나라 대표 동물들을 사용하여 그리거나, 해당 국가에서 오래 전부터 숭배되어왔던 대상이 해당국의 의인화가 되거나, 해당 국가의 행보를 동물의 습성으로 묘사하는 등 마치 동물을 사람처럼 표현하는 방식을 사용하여 국가들을 의인화하기도 한다.
타국에서 어떠한 나라를 동물로 의인화하는 경우 모욕적인 것으로 사용될 수 있다. 예시로, 유럽 국가부채위기가 닥친 네 나라인 포르투갈, 이탈리아, 그리스, 스페인을 지칭하는 PIGS와 터키의 영어 이름이 칠면조와 같다는 이유 만으로 칠면조처럼 표현하는 것이 있다.
동물을 사용한 나라 의인화는 대부분 국토의 모양을 동물의 형상으로 만들어 사용하는 것을 시작으로 하는 경우가 잦다. 대한민국에서는 근역강산맹호기상도가, 벨기에에서는 레오 벨기쿠스가 있다.
| 국가                                          | 이름                                                                                                  | 처음 사용됨                                                              | 비고 |
| --------------------------------------------- | --- | ------------------------------------------------------------------------ | --- |
| 독일                                          | 제국독수리 (Reichsadler) 연방독수리 (Bundesadler)                                                     |                                                                          | 문장학에서 유래되었다. |
| 로마 제국                                     | 제국독수리                                                                                            | 기원전 1세기                                                             | 최초의 종교적 상징이며, 이후에 군대의 신원 확인 상징과 왕가의 문장 동물로 사용되기도 했다.                                                                                      |
| 러시아                                        | 러시아 불곰                                                                                           | 16세기                                                                   | 러시아 내에서 자주 사용된다. 20세기 이후에 독수리보다 더 자주 사용되었다. |
| 미국                                          | 흰머리수리, 나무방울뱀 (en:Timber rattlesnake, 미국 혁명에서 사용하였으나 더 이상 사용하지 않음)      |                                                                          | 문장학에서 유래되었다. |
| 방글라데시                                    | 벵갈호랑이                                                                                            |                                                                          | |
| 벨기에                                        | 벨기에 사자 (레오 벨기쿠스, Leo Belgicus)                                                             | 1583년(사진)                                                             | 레오 벨기쿠스는 스페인령 네덜란드의 의인화로도 사용되었으며, 네덜란드에서의 벨기에 사자는 역사적으로 네덜란드 지방에서 물려져왔던 방패의 지도적 해석에서 유래되었다고 한다.     |
| 싱가포르                                      | 머라이언                                                                                              | 1964년                                                                   | 싱가포르 도시의 건설자를 겨냥한 생물이다. |
| 영국                                          | 영국 사자, 사자와 유니콘 (각각 잉글랜드와 스코틀랜드, 영국 왕실), 불독 (영국), 웨일스 드래곤 (웨일스) | 1857년 8월 22일 (바버리사자)                                             | 문장학에서 유래되었다. |
| 이탈리아                                      | 회색늑대                                                                                              |                                                                          | 로마 신화에서 로물루스와 레무스가 늑대에게 길러져 왔다는 내용의 설화를 바탕으로, 로마인들이 늑대의 후예인 것을 나타내기 위해 사용되기도 했다.                                   |
| 인도                                          | 벵골호랑이                                                                                            | 1857년 8월 22일                                                          | |
| 일본                                          | 표범, 고양이                                                                                          | 1900년 (표범)                                                            | |
| 오스트레일리아                                | 복싱 캥거루                                                                                           | 1940년대                                                                 | 오스트레일리아 스포츠 깃발에서 이름을 딴 동물이다. |
| 중국                                          | 용 (중국어 정체자: 龍, 병음: lóng)                                                                    | 기원전 2세기                                                             | 중국 황제와 그 국가를 표현한 것이다. |
| 중국                                          | 대왕판다                                                                                              |                                                                          | 20세기 후반부터 중국의 상징 동물로 여겨졌다. |
| 체코                                          | 보헤미안 사자                                                                                         |                                                                          | 문장학에서 유래되었다. |
| 캐나다                                        | 캐나다 비버                                                                                           |                                                                          | |
| 튀르키예                                      | 늑대, 칠면조                                                                                          |                                                                          | 튀르크 사람들이 스스로를 늑대의 후예라고 생각하는 것에서 유래했다. 일부 나라에서는 비하적인 의미로 칠면조와 철자가 같다는 점을 이용하여 터키를 칠면조로 그리기도 한다. (Turkey) |
| 티베트                                        | 눈사자                                                                                                |                                                                          | 불교의 상상의 동물 |
| 이란                                          | 페르시안                                                                                              | 1911년                                                                   | |
| 프랑스                                        | 프랑스 수탉                                                                                           | 1792                                                                     | 프랑스 혁명 자유의 상징이다. 이 이전에는 백합이 앙시앵 레짐을 대표하고 있었다.                                                                                                  |
| 한국 ( 대한민국, 조선민주주의인민공화국 포함) | 시베리아호랑이, 물고기                                                                                | 1908년 (근역강산맹호기상도) 1887년 2월 15일(Une partie de peche, 물고기) | 〈근역강산맹호기상도〉에서는 호랑이를 사용하여 한반도를 묘사하였다. |

한 나라가 동물로 그려진 나라 의인화 작품들
- 1900년 미국의 퍽 (Puck) 잡지에 수록된 만평이다. 당대의 서양 열강, 일본이 중국을 쓰러뜨린 것을 담았다. 각 나라들은 이들이 상징하는, 혹은 그들의 이미지에 부합하는 동물로 그려졌는데, 왼쪽 위부터 미국 (독수리), 러시아 (곰), 독일 (독수리), 영국 (사자)가 있으며 그 아래에는 일본 (표범), 수탉 (프랑스), 오스트리아 (쌍두수리), 이탈리아 (늑대)가 쓰러진 중국 (용)을 보고 있다. (미국, 1900)
- 페르시안으로 묘사된 페르시아 지역이 곰으로 묘사된 러시아에 의해 점령되고 있다.(영국, 1911)
- 보헤미안 사자로 대표된 체코 저항군, (잡지 V boj, 1940)
- 흰머리수리와 10,000마일의 날개 넓이 (미국, 1898년)
- 청일전쟁에서 청나라와 일본이 낚시를 하고 있고, 일본이 '한국'이라는 물고기를 낚아올렸다. 건너편 다리 위에서는 러시아가 이 둘이 싸우는 것을 지켜보고 있다. (1887년 2월 15일)
- 바버리사자로 표현된 영국이 벵골호랑이로 표현된 인도를 물려고 하고 있다. (1857년 8월 22일) 당시 영국은 인도를 식민 지배 하고 있었던 때로, 영국을 상징하는 사자가 세포이 항쟁 이후 사망한 영국 여성에 대한 복수를 인도를 상징하는 벵골호랑이에게 한다는 내용의 프로파간다 그림이다.

한 나라의 국토를 동물의 형상으로 표현한 작품들
- 국토를 사자로 표현한 레오 벨기쿠스 (1583년)
- 최남선이 제작한 근역강산맹호기상도. 한반도 지리를 호랑이의 모습으로 표현하여 그린 작품으로, 일제강점기 당시 고토 분지로 (小藤文次郞)가 한반도의 모습을 뒷덜미가 잡혀 꼼짝 못하는 토끼로 묘사한 것에 최남선이 반발하여 그린 작품이다. (1920년대)

## 자연환경이 의인화 된 나라들
| 국가   | 대상   | 처음 사용됨 | 비고 |
| ------ | ------ | ----------- | --- |
| 러시아 | 동장군 | 1916년      | 나폴레옹의 러시아 원정과 나치 독일군의 러시아 공격 실패 원인 중 하나로 뽑히는 겨울철의 혹독한 날씨를 마치 외세로부터 러시아의 국토를 지키는 장군처럼 의인화했다. |

한 나라가 기존에 존재했던 가상인물로 그려진 나라 의인화 작품들
- 1916년 1월 9일자 르 프티 주르날에서의 러시아 묘사 삽화이다. 나폴레옹 군대가 러시아의 기후 때문에 패배하였고, 러시아의 혹독한 겨울을 동장군으로 묘사하였다.